# Historie letišť na Havlíčkobrodsku

## Seznam letišť na Havlíčkobrodsku v čase
| Název letiště                        | Provoz OD | Provoz DO | Typ                                     | Popis |
| ------------------------------------ | --------- | --------- | --------------------------------------- | --- |
| Letiště v Německém Brodě             | 1911      | 1911      | † pol                                   | Bylo první na německobrodsku a bylo dané vyhláškou c.k. hejtmanství v Německém Brodě z 1. 11. 1911 č. 29.421, která stanovila hranice letiště, a to od kapličky na 113. km od Prahy (Šoprova kaplička) silnici Pražskou a dále silnici Břevnickou. Bylo prvním oficiálním letištěm u Německého Brodu. Dne 12. listopadu 1911 byl uskutečněn 1. veřejný vzlet aeroplánem Evženem Čihákem. Na letišti byl ukončen provoz v roce 1911. |
| Letiště u Horní Ledče                | 1913      | 1913      | † pol voj                               | Bylo zřízeno jednorázově jako polní letiště. Z letiště létala letadla k pozorovacím účelům nad průběhem manévrů rakousko-uherské armády konaných ve dnech 11. – 17. září 1913. Manévry byly organisovány a řízeny z Tábora. Na letišti byl ukončen provoz v roce 1913. |
| Letiště u Lípy                       | 1924      | 1924      | † pol voj                               | Bylo první československé letiště na německobrodsku. Bylo u obce Lípa na pozemcích rodiny Krausových. Letiště bylo vojenské polní. Plocha sloužila zároveň pro pozemní vojsko pro cvičení na nácvik boje. Letiště bylo dočasné po dobu konání manévrů. Z této doby pocházely první letecké snímky Brodu ze vzduchu. Na letišti byl ukončen provoz v roce 1924.                                                                      |
| Letiště u Horní Ledče                | 1929      | 1929      | † voj pol                               | Bylo v roce zřízeno jednorázově jako polní na polích p. Nosakoviče. Bylo dočasné, v provozu jen po dobu manévrů, řízení manévrů bylo z Dolních Kralovic. Na letišti byl ukončen provoz v roce 1929. |
| Letiště Přibyslav                    | 1932      |           | vni                                     | Bylo zřízeno jako nouzové pro linky na trase Praha – Brno, stejně jako letiště Zbraslavice. |
| Letiště u Baštínova                  | 1934      | 1934      | †                                       | Na polích mezi Mírovkou a nádražím v Německém Brodě bylo zřízené jako polní pro konání leteckého dne 16. 9. 1934. Následovaly vojenské manévry. Na letišti byl ukončen provoz v roce 1934. |
| Letiště na Rozkoši u Německého Brodu | 1936      | 1936      | † pol                                   | Vzniklo jako travnatá plocha mezi psychiatrickou léčebnou a řekou Sázavou a sloužilo Masarykově letecké lize ke cvičným vzletům větroňů pomocí gumového lana. Na letišti byl ukončen provoz v roce 1936. |
| Letiště na Vysoké (Hochtánově)       | 1937      | 1937      | † pol                                   | Byla jako travnatá plocha a sloužila Masarykově letecké lize ke cvičným vzletům větroňů pomocí gumového lana a přes zimu jako lyžařská sjezdovka. Na letišti byl ukončen provoz v roce 1937. |
| Letiště Německý Brod)                | 1938      |           | voj 1938–1997 pol lzs 1992–1994 vni mez | Bylo vybudováno jako vojenské letiště na hranicích katastrů Poděbaby, Šmolovy a Okrouhličtí Dvořáci. Bylo započato dnem 6. června 1936 výnosem MNO čj. 1728 k umístění bombardovací perutě. Letiště se v roce 1938 dokončovalo a mělo být používáno jako mírové a mobilizační. Letiště i s vybavením a letadly bylo zabráno Luftwaffe a dokončeno až v létě 1940.                                                                   |
| Letiště u Lípy                       | 1938      | 1938      | † pol                                   | Bylo polním mobilizačním letištěm mezi Lípou a Petrkovem, a to v roce 1938. Na letišti byl ukončen provoz v roce 1938. |
| Letiště Chotěboř za hřbitovem        | 1945      | 1945      | † pol                                   | Vzniklo na podzim roku 1945 na polích mezi hřbitovem, tratí a polní cestou na Břevnici. Na letišti byl ukončen provoz v roce 1946. |
| Letiště Chotěboř u Dobkova           | 1946      |           | pol vni                                 | V roce 1946 nastalo hledání vhodnější plochy. Ta se našla u Dobkova na pozemcích hraběte Dobrzenského. |
|                                      |           |           |                                         | |
|                                      |           |           |                                         | |

Legenda
- mez – mezinárodní
- vni – vnitrostátní
- pol – polní/travnaté
- voj – vojenské letiště
- s – soukromé letiště
- lzs – na letišti s letecká záchranná služba
- † – zrušené letiště
- slz – plocha pro sportovní létající zařízení